# LHS 475
LHS 475 är en ensam stjärna belägen i den mellersta delen av stjärnbilden Oktanten. Den har en skenbar magnitud av ca 12,69 och kräver ett kraftfullt teleskop för att kunna observeras. Baserat på parallax enligt Gaia Data Release 3 på ca 80,11 mas, beräknas den befinna sig på ett avstånd på ca 41 ljusår (12,5 parsek) från solen. Den rör sig närmare solen med en heliocentrisk radialhastighet på ca -11 km/s. Stjärnan är värd för en känd exoplanet.

## Egenskaper
LHS 475 är en orange till röd stjärna i huvudserien av spektralklass M3.5 V och klassas som en röd dvärg. Den har en massa som är lika med ca 0,27 solmassa (uppskattat värde), en radie som är ca 0,28 solradie och utsänder energi från dess fotosfär motsvarande ca 0,0087 gånger solen vid en effektiv temperatur av ca 3 300 K.

## Planetsystem
Exoplaneten LHS 475 b hittades ursprungligen i transitdata från TESS, och dess bekräftelse med NIR Spec-instrumentet på James Webb Space Telescope (JWST), som också observerade dess transmissionsspektrum, publicerades i januari 2023. En annan oberoende bekräftelse av planeten publicerades i april 2023.

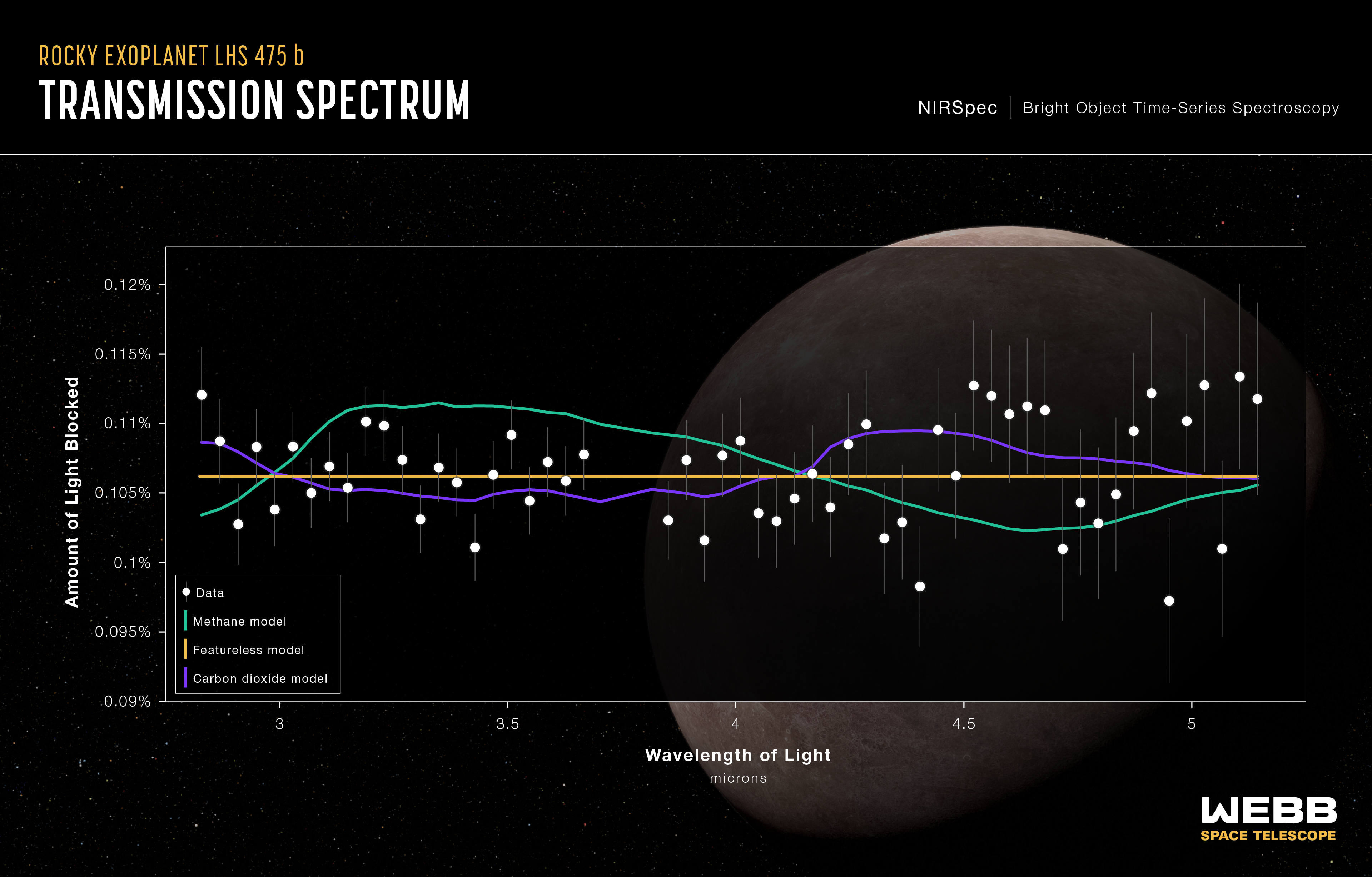
Transmissionsspectrum för LHS 475 b från NIRSpec

JWST-data överensstämmer med ett funktionslöst spektrum, som man kan förvänta sig av en planet utan atmosfär, men överensstämmer också med vissa typer av atmosfär, såsom en tunn koldioxiddominerad atmosfär som Mars, eller en atmosfär som skyms av ett tjockt molndäck som Venus.  Andra atmosfäriska sammansättningar, såsom en metandominerad atmosfär, utesluts av detta spektrum.
LHS 475 b har en storlek nära jordens, med 99 procent av dess diameter, men är mycket varmare, med en jämviktstemperatur på 586 K (313 °C). Förutsatt att planeten har liten eller ingen atmosfär, uppskattas dess dagtemperatur till 748 K (475 °C). Planeten har en omloppsperiod på bara två dygn och är troligen tidvattenlåst.
| Planet | Massa            | Halv storaxel (AE) | Siderisk omloppstid (d) | Excentricitet | Inklination           | Radie            |
| ------ | ---------------- | ------------------ | ----------------------- | ------------- | --------------------- | ---------------- |
| b      | 0,914 ± 0,187 M🜨 | 0,02042 ± 0,00036  | 2,0291025               | 0             | 87,194 +0,141−0,137 ° | 0,991 ± 0,050 R🜨 |